# Euros

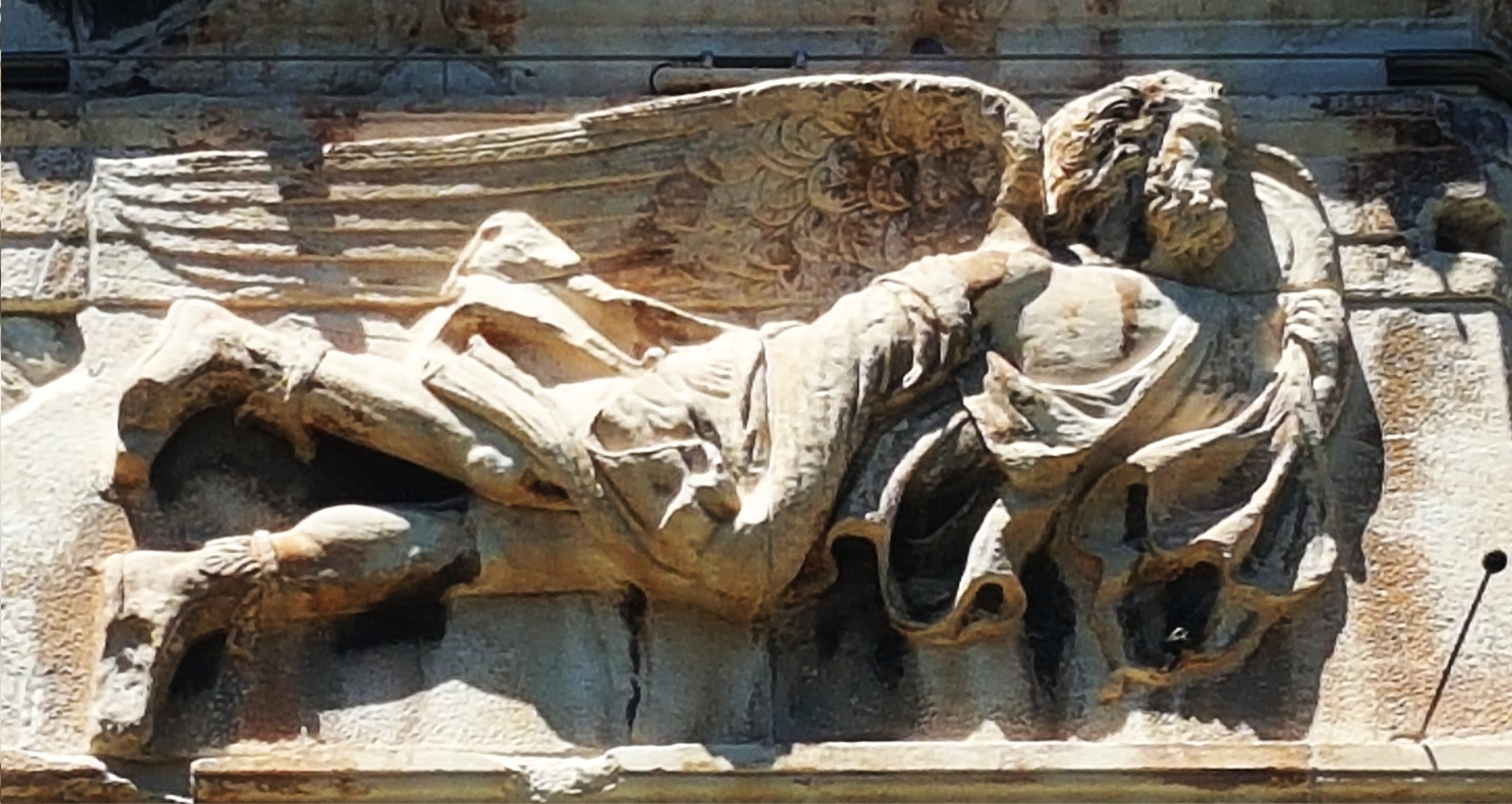
Darstellung von Euros.

Euros (altgriechisch Εὖρος Eúros) war in der griechischen Mythologie der Ostwind. Seine Eltern sind Astraios, der Gott der Abenddämmerung, und die Göttin der Morgenröte Eos. Die Brüder von Euros sind die Anemoi.
Ursprünglich wurden alle östlichen Winde als Euros bezeichnet. Speziell als Wind, der im Winter von Südosten her bläst, wurde der Euros auch als Eurónotos bezeichnet. Auch auf dem Turm der Winde in Athen erscheint er als Südostwind. Nach Vitruv hat der Euros den Namen, da er aus Richtung der Morgendämmerung kommt (quod ex auris procreatur).
Der direkt aus dem Osten wehende Wind wurde Apheliotes (Ἀφηλιώτης Aphēliṓtēs, ionisch Ἀπηλιώτης Apēliṓtēs) genannt. Die Römer nannten ihn subsolanus oder solanus. Nach Aristoteles ist der Apheliotes feucht und weht genau von Osten her.